# La Fête à la maison
Ne doit pas être confondu avec Full House (série télévisée).
 (octobre 2021).
Si vous disposez d'ouvrages ou d'articles de référence ou si vous connaissez des sites web de qualité traitant du thème abordé ici, merci de compléter l'article en donnant les références utiles à sa vérifiabilité et en les liant à la section « Notes et références ».
La Fête à la maison : 20 ans après
La Fête à la maison (Full House, littéralement « Une maison bien remplie ») est une série télévisée américaine en 192 épisodes de 25 minutes, créée par Jeff Franklin pour Lorimar Productions et diffusée entre le 22 septembre 1987 et le 23 mai 1995 sur le réseau ABC.
En France, la série a été diffusée à partir du 24 avril 1989 sur Antenne 2. Elle a été rediffusée en 1990 sur M6, à partir du 30 janvier 2006 sur Comédie !, dès le 5 janvier 2008 sur Série Club, dès le 25 avril 2011 en début de soirée et depuis avril 2019 sur AB1, et dès le 4 avril 2022 sur TMC. En Belgique, elle diffusée sur Club RTL[Quand ?]. Au Québec, elle est diffusée dès janvier 2016 sur Prise 2. Elle est diffusée depuis le 17 mars 2016 sur Netflix. 
Une suite de cette série, intitulée La Fête à la maison : 20 ans après a été réalisée en 2016 avec les mêmes acteurs, diffusée par Netflix.

## Synopsis
Lorsque l’histoire débute, Danny Tanner élève seul ses trois filles : Donna-Jo (dite DJ), Stéphanie et Michelle, à la suite de la mort accidentelle de Pamela (dite Pam), sa femme. La famille vit à San Francisco au 1882 Girard Street et son numéro de téléphone est le 555-2424.
Afin de l’aider dans l’éducation de ses filles, son meilleur ami Joey Gladstone et son beau-frère Jesse Katsopolis viennent s’installer chez lui. Danny Tanner devient par la suite présentateur de l’émission matinale Debout San Francisco avec sa collègue Rebecca Donaldson.
Jesse Katsopolis fait la connaissance de Rebecca Donaldson, qui est la co-présentatrice de l'émission matinale Debout San Francisco. Plus tard, Rebecca et Jesse se marient et ont des jumeaux, Nicky et Alex. Toutes ces personnes vivent donc sous le même toit.

## Distribution
| Acteur                    | Personnages                  | Saisons    | Saisons    | Saisons    | Saisons    | Saisons    | Saisons    | Saisons    | Saisons    | Voix françaises                                     |
| Acteur                    | Personnages                  | 1          | 2          | 3          | 4          | 5          | 6          | 7          | 8          | Voix françaises                                     |
| ------------------------- | ---------------------------- | ---------- | ---------- | ---------- | ---------- | ---------- | ---------- | ---------- | ---------- | --------------------------------------------------- |
| Bob Saget                 | Danny Tanner                 | Principal  | Principal  | Principal  | Principal  | Principal  | Principal  | Principal  | Principal  | Jean-Claude Montalban                               |
| John Stamos               | Hermes "Jesse" Katsopolis    | Principal  | Principal  | Principal  | Principal  | Principal  | Principal  | Principal  | Principal  | Olivier Destrez                                     |
| Dave Coulier              | Joey Gladstone               | Principal  | Principal  | Principal  | Principal  | Principal  | Principal  | Principal  | Principal  | Marc François                                       |
| Candace Cameron           | Donna-Jo « D.J. » Tanner     | Principale | Principale | Principale | Principale | Principale | Principale | Principale | Principale | Martine Reigner                                     |
| Jodie Sweetin             | Stéphanie Tanner             | Principale | Principale | Principale | Principale | Principale | Principale | Principale | Principale | Barbara Tissier (1re voix) Valérie Siclay (2e voix) |
| Mary-Kate et Ashley Olsen | Michelle Tanner              | Principale | Principale | Principale | Principale | Principale | Principale | Principale | Principale | Magali Barney                                       |
| Andrea Barber             | Kimberly « Kimmy » Gibbler   | Récurrente | Récurrente | Récurrente | Récurrente | Principale | Principale | Principale | Principale | Amélie Morin (1re voix) Emmanuelle Pailly (2e voix) |
| Lori Loughlin             | Rebecca Donaldson Katsopolis |            | Récurrente | Principale | Principale | Principale | Principale | Principale | Principale | Sophie Gormezzano                                   |
| Blake Tuomy-Wilhoit       | Nicky Katsopolis             |            |            |            |            | Récurrent  | Principal  | Principal  | Principal  | Sauvane Delanoë                                     |
| Dylan Tuomy-Wilhoit       | Alex Katsopolis              |            |            |            |            | Récurrent  | Principal  | Principal  | Principal  | Dorothée Pousséo                                    |
| Scott Weinger             | Steve Hale                   |            |            |            |            | Récurrent  | Principal  | Principal  | Invité     | Luq Hamet                                           |

## Personnages

### Personnages principaux
- Daniel « Danny » Ernest Tanner : il élève seul ses trois filles à la suite du décès de sa femme, Pamela. Au début de la série, il travaille comme commentateur sportif sur la chaîne 8 News. À l’aube de la deuxième saison, il est choisi pour coprésenter l’émission matinale Debout San Francisco avec Rebecca Donaldson. Son principal trait de caractère est son obsession pour le rangement et la propreté. Malgré ses attitudes de papa poule un peu vieux jeu, son passage à l’université et ses talents aux fléchettes semblent indiquer un passé un peu plus excitant.

Finalement, depuis le décès de sa femme, il n’a eu que quelques relations romantiques tout au long des huit saisons. Sa relation la plus importante est très certainement celle qu’il entretient avec Vicky Larson, apparue pour la première fois lors de la cinquième saison. L’apogée de cette relation est sans conteste la demande en mariage que Danny formule lors d’un séjour familial à Walt Disney World Resort. Malheureusement, Vicky a accepté un travail dans une autre ville, ce qui a entraîné leur séparation.
- Hermes « Jesse » Katsopolis : (appelé Jesse Cochran le temps de la première saison) il est le beau-frère de Danny, le petit frère de Pamela. Quand il arrive au domicile des Tanner, il n’a aucune expérience dans l’éducation des jeunes enfants, mais il apprend vite. Dans la première saison, Jesse travaille pour son père, Nick, dans une société de désinsectisation. Plus tard, il coprésentera avec Joey une émission de radio diffusée l’après-midi, L’heure de pointe des renégades.

La grande passion de Jesse est la musique. Il a d’ailleurs son propre groupe, Jesse et les rippers, qui enregistre un album lors de la cinquième saison. Toutefois, peu de temps après, le groupe est dissous. Ce n’est que plus tard dans la série qu’il formera un nouveau groupe Hot Daddy and the Monkey Puppets.
Les deux plus grandes obsessions de la vie de Jesse sont ses cheveux impeccables et Elvis Presley. Peu de temps après l’apparition de Rebecca Donaldson dans la série, Jesse commence à la fréquenter et l’épouse durant la quatrième saison. Les jumeaux du couple arrivent à la saison suivante et ils continuent à vivre tous les quatre au domicile des Tanner.
Lors de la cinquième saison, on apprend que le véritable prénom de Jesse est en fait Hermes.
Jesse véhicule sans cesse une image rebelle mais se révèle être un oncle et un père exemplaires.
- Joseph « Joey » Alvin Gladstone : il est le meilleur ami de Danny depuis l’enfance. Tout comme Jesse, ses connaissances en matière d’éducation sont très minces lorsqu’il entre dans la famille.

Depuis neuf ans, Joey se démène pour vivre de ses spectacles comiques mais il aime beaucoup ce qu’il fait. Il travaille avec Jesse dans le domaine de la publicité, coécrivant campagnes publicitaires et jingles (ils ont auparavant travaillé dans une grande société avant de fonder leur propre entreprise). Pendant la cinquième saison, il rachète un programme pour enfants, Ranger Joe. L’année suivante, il fait équipe avec Jesse dans l’émission de radio, L’heure de pointe des renégades.
Joey a connu plusieurs aventures sentimentales mais aucune n’est vraiment sérieuse.
- Donna-Jo « DJ » Margaret Tanner : Premier enfant de Danny. Elle a 10 ans au début de la série et 18 ans à la fin de la dernière saison. Sa meilleure amie est Kimmy Gibbler. Depuis la saison 6 elle sort avec Steve mais ils se sont séparés à la saison 7, pendant les vacances elle est sortie avec Nelson mais ils se sont séparés. Puis elle est sortie avec Viper mais ils se sont séparés.
- Stephanie Judith Tanner : elle est la cadette de la famille avant que Michelle arrive. Elle a cinq ans lorsque la série commence et 13 quand elle se termine. Elle représente l’enfant précoce typique. Sa phrase fétiche est « Ça c'est rude ! » (« How Rude! » traduit parfois par « Quel culot ! ») qu’on entend très fréquemment dans les premières saisons. Stephanie adore épier sa sœur D.J. (comme lire son journal intime ou écouter ses conversations téléphoniques). Des trois sœurs, elle est incontestablement la plus curieuse. Tout au long de la série, elle suit les cours de l’école primaire « Frasier Street Elementary » puis du collège « DiMaggio Junior High ». Au début de la série Stephanie partage sa chambre avec D.J., puis plus tard avec Michelle. Au collège, sa meilleure amie est Gia Mahan, qui fut initialement sa pire ennemie. Elles partagent les bêtises de l’enfance et de la préadolescence. De toutes les filles Tanner, c’est Stephanie qui connaîtra les plus importants soucis (cigarettes, sexe). Elle suit des cours de danse avec succès.
- Michelle Elizabeth Tanner : elle est la plus jeune fille de Danny. La « petite princesse » est la plus gâtée et dorlotée. Elle a tout juste neuf mois quand la série commence et 9 ans quand elle se termine. Les soucis de Jesse et Joey quand ils s’occupent de Michelle dans les premières saisons ont beaucoup joué sur l’humour de la série. Quand Michelle commence à grandir, elle apparaît comme le personnage central de la série. Elle est inscrite à l’école maternelle « Meadow Crest Preschool » puis à l’école primaire « Frasier Street Elementary ». Ses deux meilleurs amis sont Denise et Teddy, qui apparaissent fréquemment lors des dernières saisons, tout comme le détestable Aaron.
- Kimberly « Kimmy » Louise Gibbler : meilleure amie de DJ et jeune fille un peu extravagante.

## Commentaires
- La chanson du générique, Everywhere You Look, est écrite et interprétée par Jesse Frederick (en).
- Au début de la série, les producteurs ne voulaient pas que l'on sache que le rôle de Michelle était tenu par des jumelles. Aussi, le générique le crédite comme étant joué par Mary-Kate Ashley Olsen. Dans le générique de fin des premiers épisodes de la première saison, les sœurs sont déjà créditées séparément comme Ashley Fuller Olsen et Mary Kate Olsen.
- Candace Cameron est la petite sœur de Kirk Cameron, l'un des acteurs de la série Quoi de neuf docteur ?.
- La série s'arrête en 1995 après 8 saisons. Les acteurs John Stamos et Candace Cameron, respectivement Oncle Jesse et DJ, n'ont pas voulu renouveler. Étant d'égale importance que tous les autres personnages de la maison, la série ne put continuer.
- Le dernier épisode, baptisé « À cheval sur les principes » et d’une durée exceptionnelle de 60 minutes, a explosé les audiences d’ABC en 1995. 24,3 millions de téléspectateurs étaient alors au rendez-vous[3].
- Dans l'épisode 6 de la première saison « Pauvre papa », l'actrice Candace Cameron lit un magazine où apparaît son frère, Kirk.
- Barbara Cameron et Janice Sweetin, qui sont respectivement les mères de Candace Cameron (DJ) et de Jodie Sweetin (Stéphanie), apparaissent le temps d'une scène dans l'épisode 10 de la saison 1, « Chaque Jo à sa place ».
- L'acteur Ernie Hudson, Winston Zeddemore dans SOS Fantômes, joue un boxeur dans l'épisode 7 de la saison 1, « Coup bas ».
- Dans l'épisode 18 de la première saison, « Cher cousin », Candace Cameron joue aux côtés de son frère Kirk, celui-ci interprète le cousin de DJ.
- On peut apercevoir le temps d'une scène Mary-Kate et Ashley Olsen dans la première partie de l'épisode 19, « De l'air, de l'air ! ». Dans cette scène, Jesse fait un rêve et voit rentrer dans sa chambre deux Michelle.
- Dans l'épisode 1 de la saison quatre, Mary-Kate et Ashley Olsen jouent le rôle de cousines. Michelle n'en revient pas que Melina lui ressemble autant même si cette dernière a des cheveux bruns et est également un peu plus bronzée.
- Dans le dernier épisode, « À cheval sur les principes », on aperçoit Mary-Kate et Ashley Olsen ensemble à l'écran vers la fin de l'épisode. Dans cette scène, l'une des deux sœurs représente la mémoire perdue de Michelle à la suite d'un accident de cheval.

## Crossover avecLa Vie de famille
- Dans l'épisode 16 de la saison 4, un crossover est réalisé avec la série La Vie de famille, ainsi on voit Steve Urkel, personnage emblématique de cette série, entrer dans la maison des Tanner.

## Suite en 2016
Une suite de cette série, intitulée La Fête à la maison : 20 ans après (Fuller House), est diffusée depuis le 26 février 2016 sur Netflix. À l’exception des sœurs Mary-Kate et Ashley Olsen, tous les acteurs de la série originale ont repris leur rôle.
La première saison comporte 13 épisodes.